# Arièle Semenoff
Arièle Semenoff (Parigi, 3 marzo 1947) è un'attrice francese.

## Biografia
Arièle Semenoff è nata nel XVI arrondissement di Parigi in una famiglia d'origine russo-mongola. Nel 1965 ha debuttato a teatro per poi prendere parte a diverse commedie di boulevard negli anni '70. Nel 1972 ha preso parte ad uno spettacolo di Branquignol con Robert Dhéry, mentre nel 1974 e nel 1978 è apparsa in due opere teatrali di Au théâtre ce soir. Nel 1987 ha recitato con Michel Bouquet ne Il malato immaginario di Molière. Si è poi distinta in altri grandi successi teatrali come Coppia divertente con Clémentine Célarié, Bagatelle(s) con Michel Sardou e Panique au Plazza con Martin Lamotte, tra gli altri.
Al cinema è apparsa in una trentina di film. Il suo ruolo più significativo rimane quello di Jacqueline, la receptionist dell'hotel di Jeanco (Christian Clavier) ne I visitatori e I visitatori 2 - Ritorno al passato. Ha poi regolarmente preso parte ai film di Olivier Baroux, come Stanotte dormo da te, Safari e Les Tuche. In televisione ha interpretato la madre di Isabelle nella serie Parents mode d'emploi, poi ha recitato nella soap opera della TF1 Tomorrow Is Ours - Il domani è nostro.
È sposata con l'attore Alain Doutey da cui ha avuto due figli, Mélanie e Nicolas.

## Filmografia parziale
- I  visitatori (1993)
- I visitatori 2 - Ritorno al passato (1998)
- F.B.I. - Due agenti impossibili (Mais qui a retué Pamela Rose?), regia di Olivier Baroux e Kad Merad (2012)